# Otto Lobach
Otto Lobach (* 13. Mai 1825 in Klein-Waldeck; † 16. Juni 1881 in Waldeck im Landkreis Preußisch Eylau) war Gutsbesitzer und Mitglied des Deutschen Reichstags.

## Leben
Lobach besuchte von 1844 bis 1847 die Universitäten Königsberg, Heidelberg und Berlin und studierte dort Rechtswissenschaften. Für zwei Jahre war er bei Königsberger Gerichten tätig, ab 1852 bewirtschaftete er sein Gut Klein-Waldeck.
Von 1874 bis 1877 war er Mitglied des Deutschen Reichstags für den Reichstagswahlkreis Regierungsbezirk Königsberg 5 (Heiligenbeil-Preußisch Eylau) und die Nationalliberale Partei.